# Aldous Huxley
Aldous Leonard Huxley (26. července 1894 Godalming, Spojené království – 22. listopadu 1963 Los Angeles, Kalifornie, USA) byl anglický spisovatel a filozof, který od roku 1937 pracoval ve Spojených státech. Nejvíce proslul svými knihami – včetně dystopického románu Konec civilizace (1931) a utopického románu Ostrov (1962) – leč psal též eseje, poezii, příběhy, cestopisy, satiry a scénáře.
Svým založením byl pacifista a humanista, nemálo se také zajímal o filozofický mysticismus, duchovní univerzalismus a pozitivní potenciál psychedelické zkušenosti. Ke konci života byl v některých kruzích označován za předního intelektuála své doby.

## Život

### Do roku 1937 a tzv. první tvůrčí období
Narodil se ve Velké Británii jako syn spisovatele Leonarda Huxleyho a jeho první ženy Julie Arnoldové. Pocházel z významné rodiny Huxleyů, ze které vzešlo mnoho významných osobností anglického vědeckého a kulturního života. Jeho děd Thomas Henry Huxley byl významný přírodovědec 19. století, otec Leonard Huxley spisovatel a bratr Julian Huxley biolog. Huxleyho matka zemřela v roce 1908, právě když mu bylo 13 let. O tři roky později vážně onemocněl, což vedlo k těžkému poškození jeho zraku. V první světové válce byl pro svou oční vadu osvobozen z vojenské služby. V sedmnácti letech napsal svůj první román (nezveřejněný). Studoval literaturu na Balliol College v Oxfordu. Během první světové války strávil většinu času v „Garsington Manor“, sídle lady Ottoline Morellové ve vesnici Garsington nedaleko Oxfordu. Ve svém pozdějším románu Crome Yellow (1921) karikoval životní styl v Garsingtonu, přesto však jeho přátelství s lady Morellovou zůstalo zachováno. Právě v Garsingtonu se seznámil s Marií Nysovou, se kterou se oženil. Od svých dvaceti let se živil jako spisovatel. K nejznámějším dílům jeho prvního období patří dystopie Brave New World (česky vyšlo pod názvem Konec civilizace (1970)). Tento román napsal pod vlivem zpráv z fašistické Itálie a stalinistického Sovětského svazu, je ovlivněn Zamjatinovým románem My a ovlivňuje Orwellův román 1984, nejslavnější dystopii vůbec. Popisuje v něm společnost složenou z vyšlechtěných jedinců, kteří jsou rozděleni na kasty. Vědecký pokrok umožnil dokonale ovládnout jednotlivce, který se dobrovolně vzdává své svobody výměnou za neustálé smyslové radovánky a opájení se „zdravotně neškodnou“ drogou zvanou symbolicky „soma“. Současně psal i o pacifistických tématech (např. Eyeless in Gaza). Byl silně ovlivněn Frederickem Matthiasem Alexandrem, podle něhož dokonce pojmenoval postavu v Eyeless in Gaza. Z jeho meziválečného období také pochází několik cestopisů a sbírek poezie.

### Odchod do USA a tzv. druhé tvůrčí období
V říjnu 1930 večeřel s okultistou Aleisterem Crowleym, předpokládá se, že jej tehdy Crowley zasvětil do požívání peyotlu. V roce 1937 se přestěhoval do Kalifornie se svou ženou a přítelem Geraldem Heardem. Jeho přesídlením do USA začalo druhé tvůrčí období, ve kterém se hlavně zabýval mystickými tématy. Gerald Heard jej uvedl do védanty a meditace. V roce 1938 se také spřátelil s Jiddu Krišnamurtim, jehož velice obdivoval. Také se učil védantu v okruhu žáků kolem Svámího Prabhavanandy. Krátce na to napsal knihu široce pojednávající o náboženských hodnotách a idejích - The Perennial Philosophy (do češtiny přeloženo jako Věčná filozofie). Kvůli svému onemocnění byl po většinu života téměř slepý, jen díky částečné rekonvalescenci byl schopný studovat na Oxfordu. Kolem roku 1939 slyšel o Batesově metodě přirozeného zlepšení zraku a setkal se s učitelkou, která byla schopná ho této metodě naučit. On sám tvrdil, že došlo k dramatickému zlepšení jeho zraku a vydal o tom knihu nazvanou The Art of Seeing, která v USA vyšla roku 1942 a ve Velké Británii v roce 1943. Zde uváděl, že po 25 letech byl opět schopný číst bez brýlí a vypětí.
Po druhé světové válce požádal o americké státní občanství, ale byl odmítnut, jelikož nepozvednul zbraň na obranu USA. Pod vlivem mysticismu začal experimentovat s halucinogenní drogou mescalinem, s kterou ho seznámil psychiatr Humphry Osmond v roce 1953. Své psychedelické zkušenosti popsal v legendární knize The Doors of Perception (do češtiny přeloženo jako Brány vnímání) a Heaven and Hell (do češtiny přeloženo jako Nebe a peklo). Název prvně jmenovaného titulu byl odvozen z veršů v knize The Marriage of Heaven and Hell od Williama Blakea a stal se inspirací pro název rockové skupiny The Doors. Jeho díla pojednávající o psychedelických drogách se stala velmi oblíbenými mezi ranými hippies. 24. prosince 1955 požil svou první dávku LSD. Ohledně jeho užívání psychedelických látek kolují nepravdivé představy o spisovateli, který je denně omámen mescalinem či LSD, ve skutečnosti používal tyto látky jen jednou až dvakrát ročně.[zdroj?]

### Závěr života a Huxleyho odkaz
V roce 1955 zemřela jeho první žena Marie na rakovinu prsu. V roce 1956 se znovu oženil, a to se spisovatelkou Laurou Archerovou, která později napsala jeho životopis. V roce 1960 mu byla diagnostikována rakovina krku. V následujících letech v průběhu zhoršující se nemoci napsal svůj utopický román Island (do češtiny přeloženo jako Ostrov). V tomto díle popisuje svou vizi společnosti, která je uspořádána tak, aby každému jedinci umožnila dosáhnout vnitřní poznání. Představil zde své názory na správné používání vědeckého pokroku a technologie, psychedelických látek, na křesťanství a buddhismus. Na smrtelné posteli, neschopný mluvit, napsal své ženě, aby mu podala LSD ("LSD, 100 μg, intramuskulárně"), jelikož chtěl v okamžiku smrti zažívat stav změněného vědomí způsobený drogou. Díky této události se rozšířila nepravdivá pověst, že se předávkoval LSD. Naopak zemřel klidnou smrtí následujícího rána, dne 22. listopadu roku 1963 - ve stejný den jako spisovatel C. S. Lewis a prezident J. F. Kennedy. Tato souhra inspirovala Petera Kreefta k napsání knihy Between Heaven and Hell: A Dialog Somewhere Beyond Death with John F. Kennedy, C. S. Lewis, & Aldous Huxley, v níž se tři výše jmenovaní setkávají v očistci.
Je považován za jednoho z nejvýznamnějších humanistických myslitelů dvacátého století. Na amerických univerzitách je rozbor jeho díla pravidelně zařazován do filozofických přednášek. Byl jedním z autorů, který zpopularizoval východní učení na západě, zejména buddhismus, i když některé jeho názory na toto učení byly zkreslené. Jeho pokusy s psychedelickými látkami ovlivnily tzv. generaci hippies. Podle něj je intelektuál člověk, který objevil něco daleko zajímavějšího, nežli je sex.

## Vybrané dílo

### Romány
- Crome Yellow (1921)
- Antic Hay (1923)
- Those Barren Leaves (1925), v češtině vyšlo jako Paralely lásky (Praha, Václav Petr, 1933)
- Point Counter Point (1928), v češtině vyšlo jako Kontrapunkt
- Brave New World (1932), v češtině vyšlo jako Konec civilisace (1933) a Konec civilizace (1970), v slovenštine 2015[5]
- Eyeless in Gaza (1936), v češtině vyšlo jako Raněný slepotou
- After Many a Summer (1939), v češtině vyšlo jako Po řadě let … (Praha, Václav Petr, 1946)
- Time Must Have a Stop (1944), v češtině vyšlo jako Zastaví se čas (Praha, Karel Voleský v Praze, 1946)
- Ape and Essence (1948)
- The Devils of Loudun (1952)
- The Genius and the Goddess (1955)
- Island (1962), v češtině vyšlo jako Ostrov

### Povídky
- Limbo (1920)
- Mortal Coils (1922)
- Brief Candles (1930)
- Two or Three Graces
- Little Mexican
- Jacob's Hands; A Fable (konec třicátých let)

### Poezie
- The Burning Wheel (1916)
- Jonah (1917)
- The Defeat of Youth (1918)
- Leda (1920)
- Arabia Infelix (1929)
- The Cicadias and Other Poems (1931)

### Cestopisy
- Along The Road (1925)
- Jesting Pilate (1926), v češtině vyšlo jako Pilátův žert
- Beyond the Mexique Bay (1934)

### Eseje
- Do What You Will (1929)
- The Olive Tree (1936)
- The Art of Seeing (1942)
- Tomorrow and Tomorrow and Tomorrow (1952)
- The Doors of Perception (1954), v češtině vyšlo jako Brány vnímání
- Heaven and Hell (1956), v češtině vyšlo jako Nebe a peklo
- Brave New World Revisited (1958)
- Literature and Science (1963)

### Filozofie
- Ends and Means (1937)
- The Perennial Philosophy (1944), v češtině vyšlo jako Věčná filozofie viz http://www.makon.cz/pdf/VEC_FI.pdf

### Životopisy
- Grey Eminence (1941), v češtině vyšlo jako Šedá eminence: život v náboženství a v politice
- The Devils of Loudun (1952)

### Dětská literatura
- The Crows of Pearblossom (1967), v češtině vyšlo jako Vrány z Hruškovic

### Sbírky
- Text and Pretext (1933)
- Collected Short Stories (1957)
- Moksha: Writings on Psychedelics and the Visionary Experience (1977), v češtině vyšlo jako Mókša : klasické spisy Aldouse Huxleyho o psychedelii a vizionářském zážitku